# Ascanio Michele Sforza
Conte Ascanio Michele Sforza (Piacenza, 24 giugno 1877 – Pontedera, 16 ottobre 1944) è stato un nobile, ingegnere e scrittore italiano.

## Biografia
Nato a Piacenza nel 1877, figlio terzogenito dello storico Giovanni Sforza (1846-1922) di Montignoso, Ascanio Michele discendeva da un ramo secondario della famiglia dei duchi di Milano; apparteneva infatti al ramo dei Conti di Castel San Giovanni, il cui capostipite era un figlio naturale di Sforza Secondo di Val Tidone, a sua volta figlio naturale di Francesco Sforza (1401-1466), primo duca di Milano[1]. Sua madre era Elisabetta Pierantoni, di Lucca, di una famiglia di mercanti di seta. Si laureò in matematica e fisica a Genova nel 1887 e in ingegneria civile al Politecnico di Torino nel 1904. Sposò Barberina Gallarati Scotti dei principi di Molfetta, da cui ebbe tre figlie: Elisabetta sposata con Alberto Corbin, Giovanna sposata con Massimiliano Dofour Berte e Ginevra Luisa. 
Ingegnere all'acquedotto pugliese e poi in Tunisia. Nel 1911, durante la missione mineralogica in Tripolitania per conto del Banco di Roma (Missione Sforza-San Filippo) fu fatto prigioniero dai turchi nel Fazzan e tenuto nelle prigioni di Murzuk, Uadi Sciati, Garian e Jefren 14 mesi. Liberato a pace avvenuta, ebbe l'incarico dal Governo Giolitti di trattare la pacificazione del Gebel sollevato da El Bazuni. Altre missioni politiche ebbe in Egitto, Turchia, ecc. 
Volontario durante la prima guerra mondiale fu capitano di artiglieria in prima linea nella 37.a Divisione della I.a Armata in Val Lagarina. 
Politicamente fu un seguace di Don Luigi Sturzo che visitò varie volte nel suo esilio a Londra.

## Opere
- ll cretaceo superiore da Orfella al Gebel, Roma, 1913;
- Le popolazioni del Gebel Nefusa, ib., 1913;
- Esplorazioni e prigionia in Libia, Milano, 1919;
- Esplorazione geologica del Sahel Eritreo, Roma, 1921